# Mons (Charente)
Mons is een gemeente in het Franse departement Charente (regio Nouvelle-Aquitaine) en telt 232 inwoners (1999). De plaats maakt deel uit van het arrondissement Cognac.

## Geografie
De oppervlakte van Mons bedraagt 20,5 km², de bevolkingsdichtheid is 11,3 inwoners per km².
De onderstaande kaart toont de ligging van Mons (Charente) met de belangrijkste infrastructuur en aangrenzende gemeenten.

## Demografie
Onderstaande figuur toont het verloop van het inwonertal (bron: INSEE-tellingen).

1. ↑  Populations de référence 2022.